# Pristimantis salaputium
Espèce
Synonymes
- Eleutherodactylus salaputium Duellman, 1978

Statut de conservation UICN

 LC  : Préoccupation mineure
Pristimantis salaputium est une espèce d'amphibiens de la famille des Craugastoridae.

## Répartition
Cette espèce est endémique de la région de Cuzco au Pérou. Elle se rencontre dans les vallées du río Kosñipata et du río Apurímac entre 1 500 et 2 400 m d'altitude dans la cordillère Orientale.

## Description
Les mâles mesurent de 16,3 à 18,6 mm.

## Étymologie
Le nom spécifique vient du latin salaputium, nain, en raison de sa petite taille.

## Publication originale
- Duellman, 1978 : New species of leptodactylid frogs of the genus Eleutherodactylus from the Cosnipata Valley, Peru. Proceedings of the Biological Society of Washington, vol. 91, no 2, p. 418-430 (texte intégral).